# Sixth Avenue (straat)

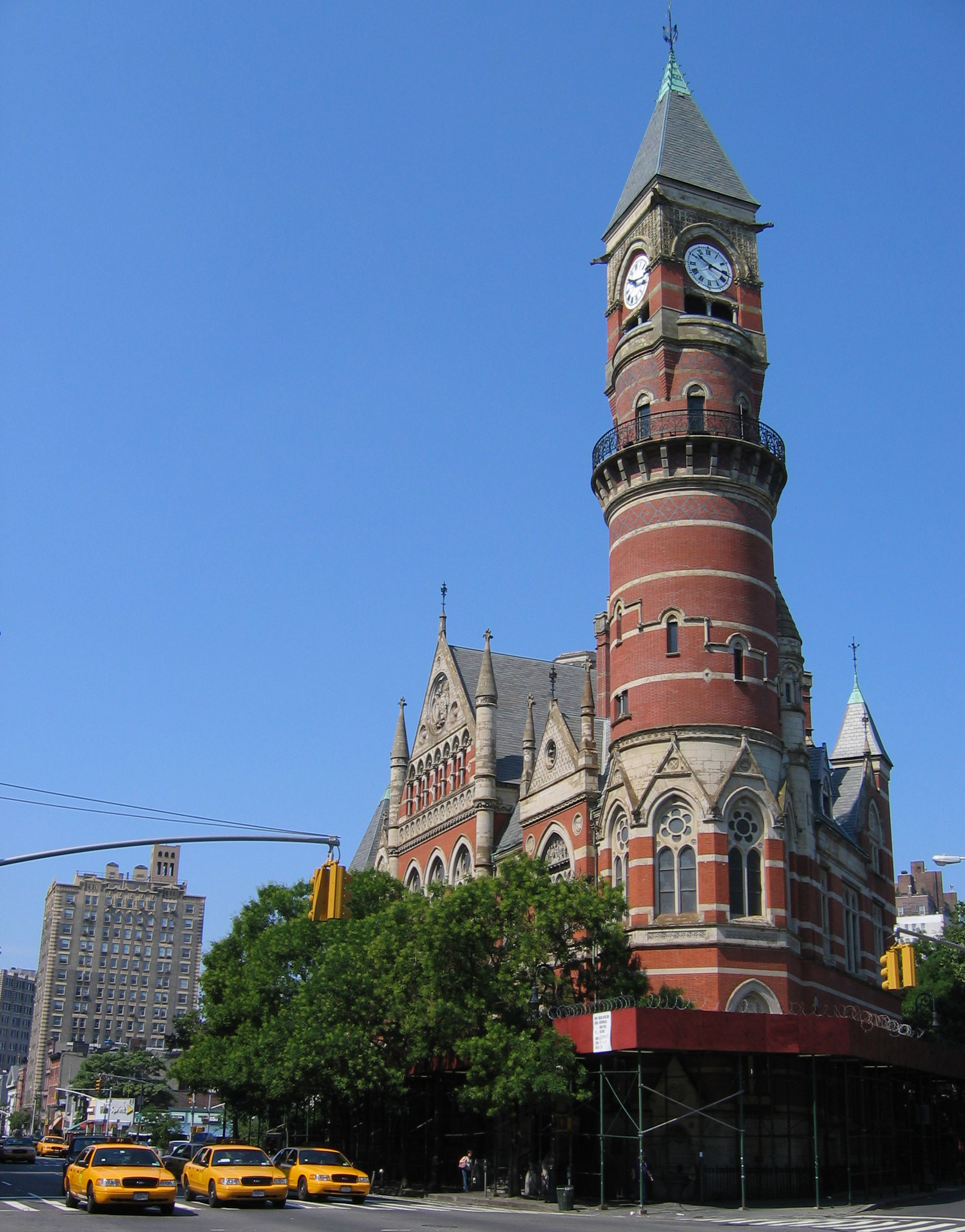
Jefferson Garden Courthouse

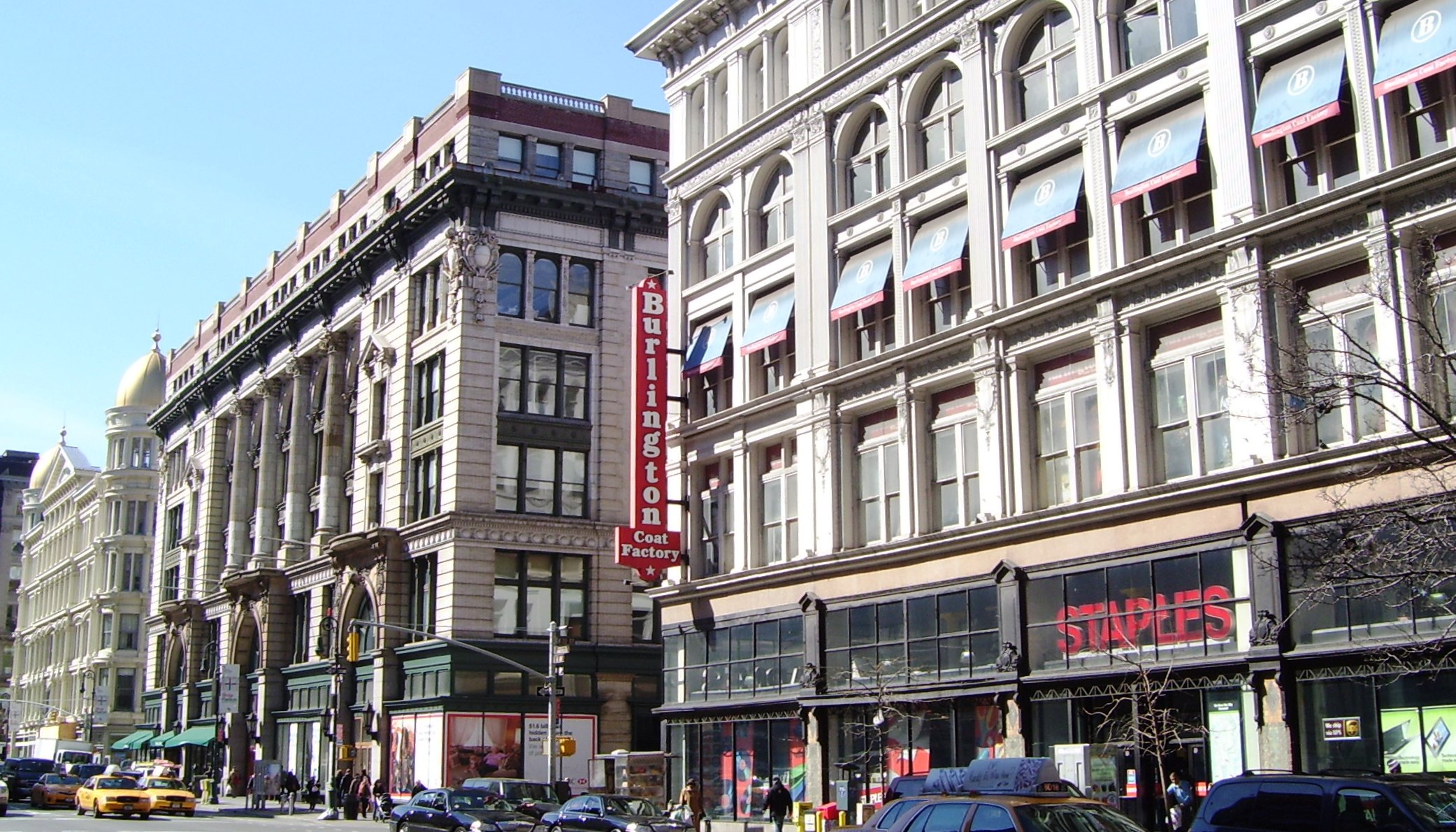
warenhuizen op de Ladies' Mile

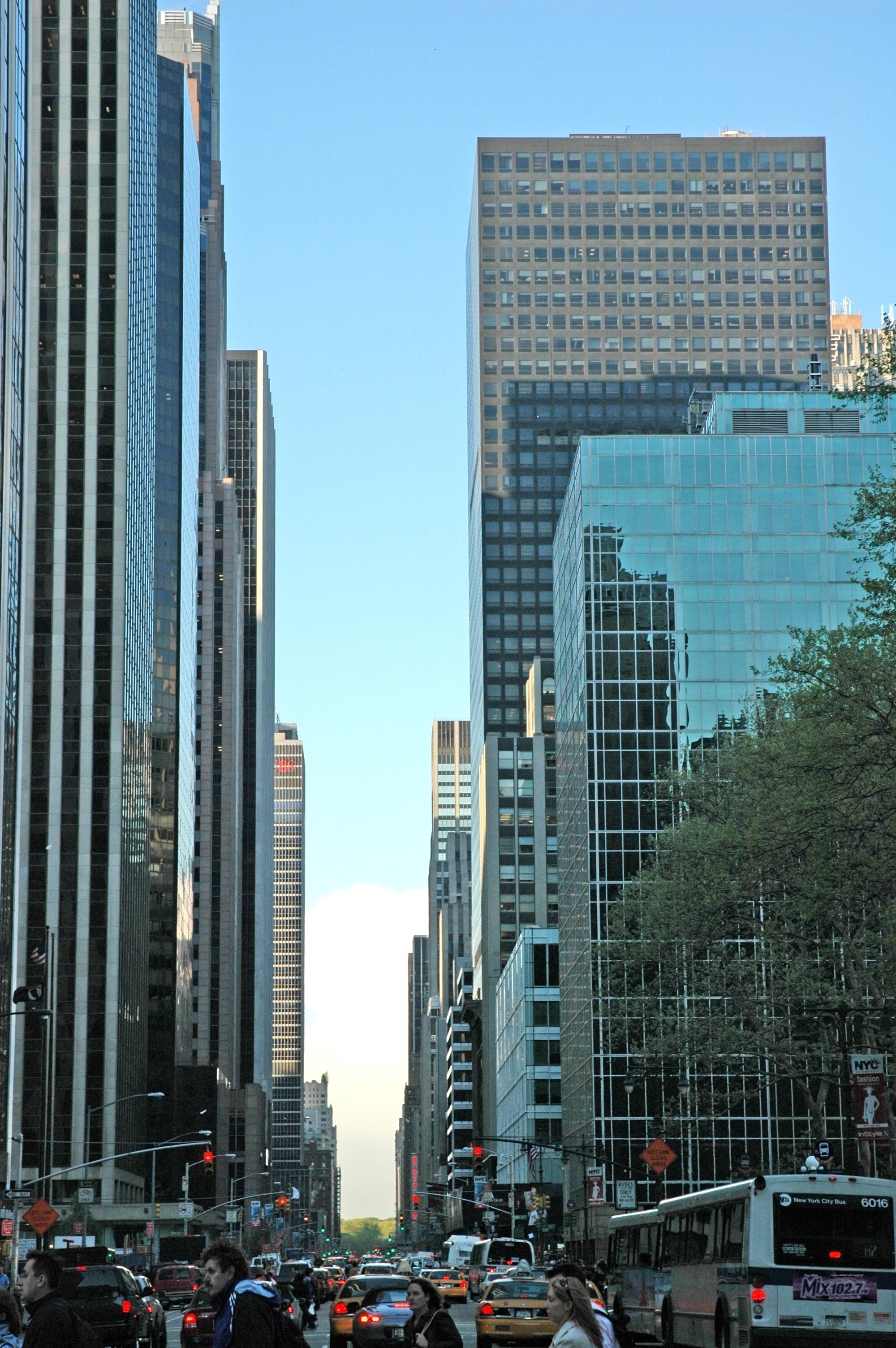
Wolkenkrabbers in het zakendistrict

Sixth Avenue of Avenue of the Americas is een brede laan in de New Yorkse borough Manhattan. Ook al is de officiële naam van de straat veranderd in Avenue of the Americas in 1945 door burgemeester Fiorello La Guardia, worden beide namen door elkaar heen gebruikt, ook op de straatnaambordjes.
Het verkeer op Sixth Avenue rijdt in noordelijke richting. Op het zuidelijke einde, kruist Sixth Avenue Church Street diagonaal een paar blokken voor Canal Street. Het noordelijke einde is ter hoogte van 59th Street, waar bronzen ruiters van Simón Bolívar en José Martí staan bij de ingang van Central Park op Center Drive. Wat Sixth Avenue genoemd zou worden ten noorden van Central Park, vanaf 110th Street, heet Lenox Avenue of Malcolm X Boulevard.
Onder Sixth Avenue loopt de IND Sixth Avenue metrolijn. De PATH-trein naar New Jersey loopt ook onder Sixth Avenue. Tot 1938 liep de IRT Sixth Avenue metrolijn op een viaduct boven de laan, hij verduisterde de straat en verlaagde de waarde. Nadat de lijn ondergronds werd gebracht, werd Sixth Avenue in de jaren 60 opnieuw opgebouwd als een ononderbroken avenue.
Bezienswaardigheden die je langs Sixth Avenue inclusief Greenwich Village tegenkomt zijn onder meer:
- Het High Victorian Gothic Jefferson Market Courthouse;
- De Ladies' Mile Historic District, een winkelgebied met een overlevend gedeelte van de grote warenhuizen uit 1880 tot 1900 wat loopt van 14th Street tot Herald Square;
- 32 Avenue of the Americas; wolkenkrabber van de stijl art deco
- Macy's warenhuis aan Herald Square;
- Bryant Park tussen 40th Street en 42nd Street;
- Het zakendistrict met de Bank of America Tower, W. R. Grace Building, International Center of Photography, Rockefeller Center — inclusief de Time-Life Building, News Corp. Building, Exxon Building en McGraw-Hill Building — en ook de Radio City Music Hall.